# Contea di Tonghua
La contea di Tonghua (通化县S, Tōnghuà XiànP) è una contea della Cina, situata nella provincia di Jilin e amministrata dalla prefettura di Tonghua.